# Наленч III

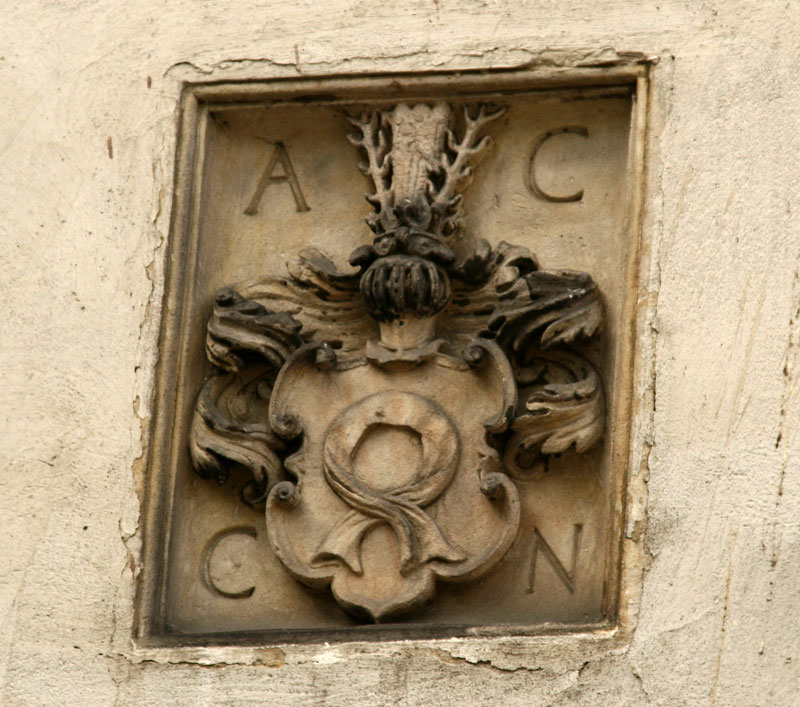
Наленч III - герб Czarnkowskich з масиву засновництва замку в Osiecznej

Наленч III (Наленч незв'язаного, Nałonie) – шляхетський герб, вид герба  Наленч.

## Опис герба
У полі червоному полі покладена в коло срібна пов'язка з опущеними кінцями, що не пов'язані внизу.
Клейнод: Три пера страуса, з яких середнє прошите стрілою в перев'яз зліва, між двома рогами оленя.
Намет: Червоний, підбитий сріблом.

## Найбільш ранні згадки
Це найстаріша форма герба Наленч.

## Роди
Чарнковські (Czarnkowski), Длуцькі (Dłuski), Куровські (Kurowski), Ляжковські (Łączkowski), Пржебора (Przebora), Прижибора (Przybora), Скаржевські (Skarszewski). Островський також згадує ім'я Моравський (Morawski), але Тадеуш Гайль приписує йому, за Хржевським (Chrząńskim), вид герба, де відрізняється напрямок стріли в клейноді.

## Зовнішні посилання
- Герб Наленч III на сайті Генеалогія dynastyczna